# Cristina Piras
Cristina Piras (La Spezia, 13 aprile 1950) è una doppiatrice italiana.

## Vita privata
È sposata con il collega Tony Fusaro.

## Doppiaggio

### Film
- Kelly McGillis in We Are What We Are
- Robin Weigert in Noi due sconosciuti
- Eve Crawford in Silent Hill
- Clare Higgins in Ready Player One
- Bonnie Perlman in Obsessed
- Tracy Wright in Sola nella trappola
- Marina Moncade in Agents secrets
- Ulla Henningsen in Riunione di famiglia
- Masako in Ringu 0
- Stephanie Rascoe Myers in The Sand Dune
- Amy Hill in Herbie - Il super Maggiolino

### Film d'animazione
- Biri in Mattia l'astuto e l'oca
- Mamma ippopotamo ne Uno zoo in fuga
- Emily, la moglie di Elf Elder in Tom & Jerry: Il drago perduto[2]
- Voci addizionali ne Una tomba per le lucciole (doppiaggio 2015)[3]
- Sig.ra Kita in Belle
- La moglie in The House
- Merle in Diario di una schiappa - La legge dei più grandi

### Serie televisive
- Lindsay Frost in High incident
- Conchata Ferrell in Due uomini e mezzo
- Lee Chamberlin in Viper
- Donna Pescow in Cose dell'altro mondo
- Delta Burke in Quattro donne in carriera
- Arnetia Walker in Corsie in allegria
- Patricia Belcher in Bones
- Amy Hill in Unreal

### Telenovelas
- Christiane Tricerri (1ª ed.) in Anarchici grazie a Dio

### Cartoni animati
- Marraine in Fish'n'Chips
- Sara in Amico Fetch
- Simone in Nel trenino della magia
- Kei in Blue Noah - Mare spaziale
- Matsuo e Miki in UFO Diapolon - Guerriero spaziale[4]
- Voce narrante in El Hazard: The Magnificent World
- Nonna in Topo Tip
- Vedova in Strange Dawn
- Amara in Arcane

### Videogiochi
- Monique Kutcher in Cyberpunk 2077[5]